# Doganovci
Doganovci är en ort i Bosnien och Hercegovina.   Den ligger i entiteten Federationen Bosnien och Hercegovina, i den centrala delen av landet, 90 km nordväst om huvudstaden Sarajevo. Doganovci ligger 521 meter över havet och antalet invånare är 203.
Terrängen runt Doganovci är huvudsakligen kuperad. Doganovci ligger nere i en dal. Närmaste större samhälle är Šipovo, 17,3 km väster om Doganovci.
I omgivningarna runt Doganovci växer i huvudsak blandskog. Runt Doganovci är det ganska tätbefolkat, med 93 invånare per kvadratkilometer.